# جامعة الدفاع الوطني (تركيا)
جامعة الدفاع الوطني (بالتركية: Milli Savunma Üniversitesi)‏ هي جامعة عسكرية تأسست عام 2016 وتقع في المقام الأول في بشكطاش، إسطنبول، تركيا. بدأ التعليم الجامعي والتدريب بحفل أقيم في 12 فبراير 2017 بأكاديمية القوات الجوية.

## الأكاديميات التابعة
- الأكاديمية البحرية التركية
- أكاديمية القوات الجوية التركية
- أكاديمية الجيش التركي